# Джордж Мичъл
Джордж Джон Мичъл (на английски: George John Mitchell, роден на 23 август 1933 г.) е адвокат, политик и дипломат, сенатор от щата Мейн 1980-1995 и лидер на мнозинството в Сената.
Мичъл работи като пратеник на правителството на САЩ за Северна Ирландия, където допринася за създаването на Белфасткото споразумение, известно като Белфастко споразумение от Разпети Петък за мирно уреждане на конфликта в Северна Ирландия. Служи като емисар за Близкия изток, за да разследва обстоятелствата, довели до Интифадата ал-Акса.
1. ↑  crsreports.congress.gov